# 渡邉慎二

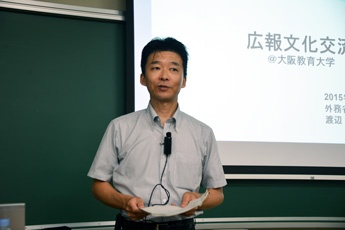
2015年7月9日、大阪教育大学にて

渡邉 慎二（わたなべ しんじ、1964年〈昭和39年〉4月24日 - ）は、福岡県出身の日本の外交官。
大臣官房文化交流・海外広報課人物交流室長などを経て、2024年3月から在ナッシュビル総領事を務める。

## 略歴
- 1986年　外務省専門職員採用試験合格
- 1987年3月　同志社大学法学部政治学科卒業
- 1987年4月　外務省入省
- 2005年3月　在スウェーデン日本国大使館 一等書記官
- 2009年10月　国際協力局開発協力総括課開発協力企画室 課長補佐
- 2012年9月　総合外交政策局軍縮不拡散・科学部原子力安全福島閣僚会議準備事務局 課長補佐
- 2012年12月　大臣官房広報文化外交戦略課国内広報室 課長補佐
- 2013年1月　大臣官房広報文化外交戦略課国内広報室 首席事務官
- 2014年7月　大臣官房文化交流・海外広報課 首席事務官
- 2016年3月　在スウェーデン日本国大使館 一等書記官
- 2018年4月　在スウェーデン日本国大使館 参事官
- 2021年2月　大臣官房文化交流・海外広報課人物交流室長
- 2024年3月　在ナッシュビル日本国総領事館 総領事

## 著作

### 共著
- 岡沢憲芙・宮本太郎編『スウェーデン　ハンドブック〔第2版〕』 早稲田大学出版部 2004年[2]

### 共訳
- スティーグ・ハデニウス『スウェーデン議会史』岡沢憲芙監訳／木下淑恵・渡辺慎二訳 早稲田大学出版部 2008年[3][4]